# Iontová výměna
Iontová výměna je výměna iontů mezi roztokem a ionexem (měničem iontů). Ionex je většinou polymer, někdy i anorganický materiál, který nese permanentní náboj. Ten je kompenzován ionty s opačným nábojem (protionty). Protionty mohou být vyměněny za ionty stejného náboje z roztoku.

## Historie
Prof. F. Helferich ve své monografii Ion Exchange zmiňuje pasáž z bible, která prý naznačuje použití iontové výměny pro desalinaci brakické vody. Mojžíš prý připravil pitnou vodu z brakické vody s využitím dřeva:
„Hnul pak Mojžíš lidem Izraelským od moře Rudého, a táhli na poušť Sur. I šli tři dni po poušti, a nenalezli vod. A přišedše do Marah, nemohli piti vod z Marah, nebo byly hořké; protož nazváno jest jméno jeho Marah. Z té příčiny reptal lid na Mojžíše, řka: Co budeme píti? I volal k Hospodinu, a ukázal mu Hospodin dřevo, kteréž jakž uvrhl do vod, učiněny jsou sladké vody. Tu vydal jemu práva a soudy, a tu ho zkusil.“ Exodus 15:23-25
Další zmínky pak lze najít v dílech Aristotela (330 př. n. l.) a v díle Sylva Sylvarum Francise Bacona (1627), kteří pozorovali, že mořská voda ztrácí část své solnosti při průchodu určitými druhy půd a písků. Také další pokrok iontové výměny úzce souvisel s půdní chemií. První moderní studii iontové výměny provedli H. Thompson a J. Way v roce 1850. Pozorovali výměnu amoniaku z hnojiva za vápník z půdy. V roce 1858 zjistil německy chemik Eichorn, že iontová výměna v půdách je vratný proces.
První praktické aplikace se dočkaly zeolity v roce 1905. Německý chemik Gans vyvinul proces změkčování vody využívající syntetické zeolity. V roce 1934 pak B. A. Adams a E. L. Holmes syntetizovali první organické ionexy na bázi fenol-formaldehydových pryskyřic. V roce 1944 G. F. D'Alelio připravil katex založený na kopolymeru styrenu a divinylbenzenu (DVB). Styren/DVB kopolymer se pro syntézu ionexů používá dodnes.

## Principy
Iontová výměna je složitý proces, který nezahrnuje jen vlastní iontovýměnnou reakci. To lze ilustrovat na příkladu výměny iontu A za iont B v ionexové fázi. Ionex je většinou ve formě polymerní nabotnalé perličky. Celý proces lze rozdělit na několik kroků:
- difúze iontu A z roztoku k povrchu ionexové perličky
- difúze iontu A ionexovou perličkou k funkční skupině
- vlastní iontovýměnná reakce
- difúze iontu B ionexovou perličkou k povrchu
- difúze iontu B od povrchu ionexové perličky do roztoku

Nejpomalejším krokem, který určuje celkovou rychlost, bývá většinou difuze gelem. Výjimkou mohou být chelatační ionexy a speciální sorbenty, kde je hlavním mechanismem sorpce tvorba komplexu. Ta pak může být krokem určujícím rychlost.
V oblasti iontové výměny se často používají zakázané jednotky jako jsou valy, nebo ekvivalenty. Pro koncentrace iontů se používají jednotky mol chemického ekvivalentu na litr (eq/l). Což je zjednodušeně koncentrace v molech na litr vynásobená nábojem iontu z. Jeden mol chemického ekvivalentu iontu z roztoku se vymění vždy za jeden mol chemického ekvivalentu iontu z ionexové fáze. V molech to ovšem neplatí. Pokud vezmeme jako příklad změkčování vody, vymění se jeden mol vápenatého iontu (z=2) za 2 moly sodného iontu (z=1).
2 Na+(gel) + Ca2+(aq) → Ca2+(gel) + 2 Na+(aq)
Selektivitu iontové výměny ovlivňuje několik faktorů. Preferovány jsou zejména ionty, které mají:
- vyšší náboj
- menší hydratovaný poloměr
- tvoří komplexy s funkční skupinou ionexu

## Aplikace
- změkčování vody
- příprava napájecí vody pro kotle elektráren
- příprava ultračisté vody pro elektrotechnický průmysl
- odstraňování dusičnanů z pitné vody
- odstraňování těžkých kovů z pitných a odpadních vod
- přepracování vyhořelého jaderného paliva